# Voipreux
Voipreux és un municipi francès, situat al departament del Marne i a la regió del Gran Est. L'any 2007 tenia 207 habitants.

## Demografia

### Població
El 2007 la població de fet de Voipreux era de 207 persones. Hi havia 84 famílies, de les quals 16 eren unipersonals (4 homes vivint sols i 12 dones vivint soles), 28 parelles sense fills, 32 parelles amb fills i 8 famílies monoparentals amb fills.
La població ha evolucionat segons el següent gràfic:
Habitants censats

### Habitatges
El 2007 hi havia 90 habitatges, 84 eren l'habitatge principal de la família, 2 eren segones residències i 4 estaven desocupats. 86 eren cases i 4 eren apartaments. Dels 84 habitatges principals, 72 estaven ocupats pels seus propietaris i 12 estaven llogats i ocupats pels llogaters; 2 tenien dues cambres, 4 en tenien tres, 18 en tenien quatre i 60 en tenien cinc o més. 75 habitatges disposaven pel capbaix d'una plaça de pàrquing. A 35 habitatges hi havia un automòbil i a 44 n'hi havia dos o més.

### Piràmide de població
La piràmide de població per edats i sexe el 2009 era:
| Homes | Edats   | Dones |
| ----- | ------- | ----- |
| 0     | 95 o +  | 0     |
| 0     | 90 a 94 | 0     |
| 0     | 85 a 89 | 0     |
| 0     | 80 a 84 | 4     |
| 0     | 75 a 79 | 0     |
| 4     | 70 a 74 | 0     |
| 0     | 65 a 69 | 4     |
| 4     | 60 a 64 | 8     |
| 12    | 55 a 59 | 8     |
| 12    | 50 a 54 | 8     |
| 8     | 45 a 49 | 4     |
| 4     | 40 a 44 | 12    |
| 0     | 35 a 39 | 4     |
| 0     | 30 a 34 | 12    |
| 8     | 25 a 29 | 0     |
| 12    | 20 a 24 | 12    |
| 0     | 15 a 19 | 0     |
| 8     | 10 a 14 | 12    |
| 8     | 5 a 9   | 0     |
| 8     | 0 a 4   | 4     |

## Economia
El 2007 la població en edat de treballar era de 139 persones, 111 eren actives i 28 eren inactives. De les 111 persones actives 106 estaven ocupades (53 homes i 53 dones) i 5 estaven aturades (3 homes i 2 dones). De les 28 persones inactives 12 estaven jubilades, 10 estaven estudiant i 6 estaven classificades com a «altres inactius».

### Ingressos
El 2009 a Voipreux hi havia 82 unitats fiscals que integraven 214 persones, la mediana anual d'ingressos fiscals per persona era de 23.670,5 €.

### Activitats econòmiques
Dels 9 establiments que hi havia el 2007, 1 era d'una empresa extractiva, 5 d'empreses de construcció, 1 d'una empresa de comerç i reparació d'automòbils, 1 d'una empresa de serveis i 1 d'una empresa classificada com a «altres activitats de serveis».
Dels 4 establiments de servei als particulars que hi havia el 2009, 2 eren fusteries, 1 electricista i 1 perruqueria.
L'any 2000 a Voipreux hi havia 34 explotacions agrícoles que ocupaven un total de 325 hectàrees.

## Poblacions més properes
El següent diagrama mostra les poblacions més properes.